# Susanne Weber-Mosdorf

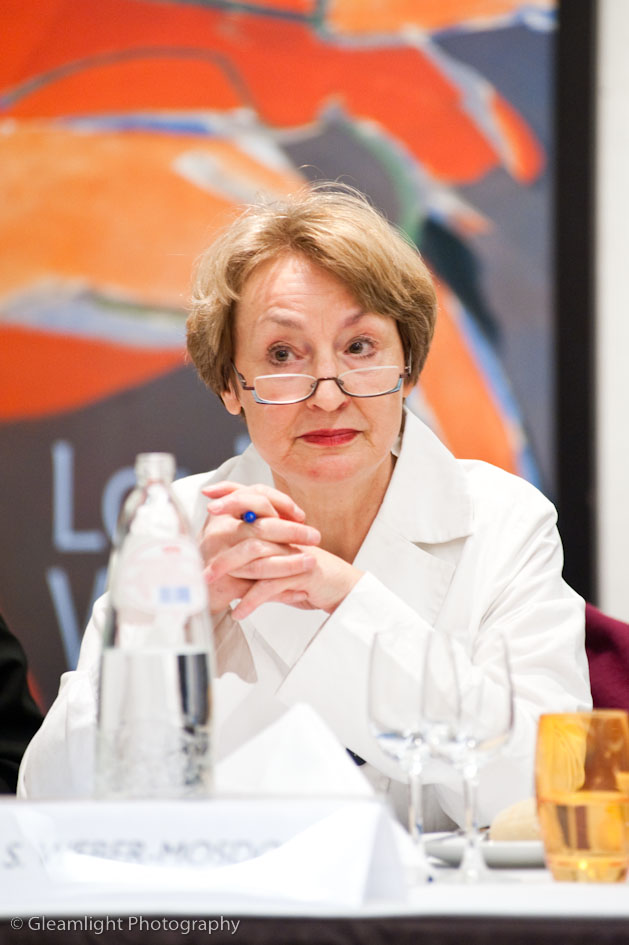
Susanne Weber-Mosdorf, 2010

Susanne Weber-Mosdorf (* 22. Juli 1953 in Stuttgart) ist eine deutsche Politikerin (SPD) und ehemalige WHO-Direktorin.

## Leben
Susanne Weber-Mosdorf studierte in den Jahren 1972 bis 1978 an der Universität Konstanz Verwaltungswissenschaften. 
Von 1982 bis 1985 war sie Regierungsrätin beim Regierungspräsidium Stuttgart, in den Jahren 1985 und 1986 wurde sie vom Innenministerium Baden-Württemberg an die „École Nationale d’Administration“ in Paris entsandt. In den Jahren 1987 und 1988 war sie Dezernatsleiterin beim Landratsamt Esslingen, von 1988 bis 1992 Erste Bürgermeisterin der Stadt Kirchheim/Teck und von 1992 bis 1996 Ministerialdirektorin beim Ministerium für Arbeit und Sozialordnung, Familie, Frauen und Senioren in Baden-Württemberg. Im Jahr 1997 ging sie als Geschäftsführerin eines Wirtschaftsberatungsunternehmens in die Privatwirtschaft. Von 2001 bis 2003 leitete sie den Bereich Geschäftsentwicklung der Bausparkasse Schwäbisch Hall. 
Im Jahr 2003 wurde Susanne Weber-Mosdorf Ministerialdirektorin im Bundesministerium für Gesundheit und Soziale Sicherung. Von 2006 bis 2011 war sie dann stellvertretende Generaldirektorin der Weltgesundheitsorganisation (WHO). Zwei Jahre arbeitete sie am Hauptsitz in Genf mit dem Ressort Umweltgesundheit und drei Jahre in Brüssel mit dem Ressort strategische Zusammenarbeit mit der EU.
Seit ihrem Ausscheiden aus der WHO engagiert sich Frau Weber-Mosdorf weiterhin in internationalen Projekten der WHO und in kulturellen Einrichtungen wie dem Literaturarchiv Marbach, der Filmakademie Baden-Württemberg und der Stuttgarter Akademie für gesprochenes Wort, in deren Kuratorium sie sitzt. Seit dem Jahr 2012 engagiert sie sich für den Verein German Doctors.
Susanne Weber-Mosdorf war in erster Ehe mit dem SPD-Politiker Siegmar Mosdorf verheiratet.